# Batophila rubi
Batophila rubi es un coleóptero de la familia Chrysomelidae.
Fue descrita científicamente por primera vez en 1799 por Paykull. Se encuentra en Europa.